# Hornsimptjärnen (vid Rönnträsket)
Hornsimptjärnen är en sjö i Vindelns kommun i Västerbotten och ingår i Umeälvens huvudavrinningsområde.